# District Koelebakski
Het district Koelebakski (Russisch: Кулебакский район; Koelebakski rajon) is een gemeentelijk district in het zuidwestelijke deel van de Russische oblast Nizjni Novgorod.
Het district grenst aan de districten Navasjinski, Ardatovski en Vyksoenski van deze oblast en ligt in de buurt van de grens van deze oblast met de oblasten Vladimir en Rjazan en de autonome republiek Mordovië.

## Geografie
Het district ligt in de vallei van de Oka, in een gebied met een zandige vlakte, die wordt doorsneden door smalle valleien met geleidelijk oplopende hellingen en riviervalleien van de rivier de Tjosja. Meer dan 70% van het gebied is bedekt met bos. De hoogte van het gebied varieert tussen de 100 en 150 meter boven zeeniveau. De bodem bestaat voor het grootste deel uit zode-podzolbodems, die zijn gemodificeerd door korrelsamenstelling en podzolisatie. In het zuidelijke deel wordt de bodem echter gedomineerd door gepodzoliseerde zanderige leemgronden. Langs de rivier de Tjosja overheersen moerassige gronden en alluviale uiterwaardgronden en langs de riviervalleien bevinden zich vooral turf-leembodems en zandige leembodems.
In de bodem bevinden zich voorkomens van ijzererts, dolomiet, kalksteen, turf, zand en klei. De winning van het ijzererts werd wegens onvoldoende opbrengsten gestaakt aan het begin van de 20e eeuw gevolgd door de winning van turf iets later, in de jaren 50. In de regio bevindt zich een grote ertslaag met carbonaatgesteente en een van de vier oblastlagen met vormzand. Reserves met kwartszand (gebruikt voor de productie van baksteen, cellenbeton en glas) in het gebied worden geschat op 21.600.000 m³ en de kleireserves (voor keramiek) op ongeveer 1.500.000 m³.
De bossen in het district omvatten een oppervlak van 69.200 hectare en bestaan vooral uit gemengde loofbossen met naaldbomen. Er bevinden zich drie duidelijk herkenbare bosvormen:
- gemengde bossen met dennen en loofbomen, waarin vooral eiken, linden en essen groeien, op plaatsen gemengd met berken en pijnbomen;
- loofbossen met vooral zomereiken, gemengd met linden, esdoorns, essen en andere soorten;
- berk- en dennenbossen met een mix van eiken, linden en her en der dennen en sparren.

De belangrijkste rivieren die door het district stromen zijn de Tjosja, Veletma en de kleinere riviertjes Sjiloksja, Lomov en Lemet, die allen onderdeel vormen van het stroomgebied van de Oka. De rivieren worden vooral gevoed door sneeuw (70%) en verder door grondwater (20%) en regen (10%). In het district bevindt zich verder de grootste kunstmatige vijver van de oblast; Veletminski met een oppervlakte van 4,04 km².

## Geschiedenis
Het gebied werd voor de komst van de Russen vooral door Mordvienen bewoond. In de 18e eeuw ontstond Koelebaki als eerste Russische plaats aan de spoorlijn Moerom - Arzamas. De oorsprong van de naam is onbekend. De eerste Russische kolonisten hielden zich bezig met het houden van bijen in holle boomstammen. Tot het midden 18e eeuw hield de bevolking, bij gebrek aan geschikte landbouwgrond, zich vooral bezig met jagen en de handel in verschillende vormen van houtproducten.

## Bevolking
Het inwoneraantal bedroeg 17.798 personen bij de volkstelling van 2002 tegen 16.285 in 1989. Deze aantallen zijn exclusief het bestuurlijk centrum, de stad Koelebaki, die zich onder oblastjurisdictie bevindt. Inclusief bedroegen de inwoneraantallen respectievelijk 56.870 en 62.012.
Het grootste deel van de bevolking bestaat uit Russen. De voornaamste godsdienst in het gebied is dan ook de Russische-orthodoxie, die wordt vertegenwoordigd door drie kerken; de Troitskajakerk, Kazankerk en de Kerk van het teken van de Moeder Gods. Er zijn twee parochies; de 'Kerk in de naam van de Heilige Nikolaj' en de 'Aartsengel Michaël'. Daarnaast bevindt zich bij het dorp Koetoezovka een skite (heremietengemeenschap) van het vrouwenklooster Klooster Heilige Drie-eenheid-Heilige Serafim van Sarov-Divejevo.

## Plaatsen
In het district bevinden zich 28 bewoonde plaatsen, waaronder de stad Koelebaki (niet onder jurisdictie van het district), twee nederzettingen met stedelijk karakter (Veletma en Gremjatsjevo) en 23 plattelandsplaatsen. Het district is onderverdeeld in 9 bestuurlijke gebieden; het stedelijk district van Koelebaki, twee gorodskië poselenia (Veletma en Gremjatsjevo) en 6 selskië poselenia (Lomovski, Michajlovski, Moerzinski, Savaslejski, Serebrjanski en Teplovski).

## Economie en transport
In de stad Koelebaki bevinden zich metallurgische en staalbedrijven en een broodfabriek. In Gremjatsjevo bevindt zich een steengroeve. Verder bevinden zich een melkfabriek, fietsfabriek en een kledingfabriek in het district.
De landbouwbedrijven leveren vooral vlees, melk, groenten, honing en graan. Ook bevindt zich er een viskwekerij.
Koelebaki heeft een spoorverbinding met Navasjino aan de lijn Moskou - Vladivostok. Gremjatsjevo ligt aan een zijtak, die bij Moechtolovo aansluit op deze spoorlijn. Koelebaki ligt aan de weg tussen Moerom en Arzamas op ongeveer 360 kilometer van Moskou en 190 kilometer van Nizjni Novgorod. Alle plaatsen hebben aansluiting op het busnetwerk.

## Onderwijs en cultuur
In het district bevinden zich ruim 20 kleuterscholen en 18 basisscholen, waarvan 10 in de drie stedelijke plaatsen. Ook bevinden zich een internaat (200 plaatsen) en een weeshuis (30 plaatsen) in het district. In Koelebaki staat het Metallurgisch Kolledzj met bijna 900 studenten en een school voor beroepsopleidingen met ruim 550 studenten. Ook bevindt zich een filiaal van de Open Staatsuniversiteit van Moskou in de stad, waar ongeveer 450 studenten studeren. Er zijn verder drie kunstscholen en een kunstschool voor kinderen.
Het district telde in 2005 16 culturele instellingen, waarvan 11 op het platteland en 17 bibliotheken, waarvan 7 op het platteland.
In de stad bevinden zich nog een aantal monumentale houten gebouwen. Ook werd er het tsaristische paviljoen gebouwd voor de Heel-Russische industrie en kunsttentoonstelling van 1896 van Nizjni Novgorod.